# B.G. Knocc Out
Hasan Bin Hinton, mer känd under sitt artistnamn B.G. Knoccout, född 23 november 1975 i Compton i Kalifornien, är en amerikansk rappare.
Han är mest känd för sin medverkan på låten 'Real Muthaphuckkin G's' av Eazy-E som släpptes 1993. Tillsammans med sin bror, Dresta, som också medverkade på låten var han en framgångsrik rappare på 90–talet. De två släppte albumet 'Real Brothas' år 1995 via Outburst Records och Def Jam.
Han fälldes år 1998 för gängrelaterat mordförsök och blev dömd till 12 års fängelse. Han släpptes år 2009. Han konverterade till Islam i fängelset, och har sedan frikännandet släppt sju fullängdsalbum som soloartist, det senaste år 2017.